# Saint-Michel-sur-Ternoise
Saint-Michel-sur-Ternoise és un municipi francès situat al departament del Pas de Calais i a la regió dels Alts de França. L'any 2007 tenia 932 habitants.

## Demografia

### Població
El 2007 la població de fet de Saint-Michel-sur-Ternoise era de 932 persones. Hi havia 368 famílies de les quals 88 eren unipersonals (32 homes vivint sols i 56 dones vivint soles), 148 parelles sense fills, 120 parelles amb fills i 12 famílies monoparentals amb fills.
La població ha evolucionat segons el següent gràfic:
Habitants censats

### Habitatges
El 2007 hi havia 408 habitatges, 378 eren l'habitatge principal de la família, 5 eren segones residències i 26 estaven desocupats. 401 eren cases i 7 eren apartaments. Dels 378 habitatges principals, 297 estaven ocupats pels seus propietaris, 79 estaven llogats i ocupats pels llogaters i 1 estava cedit a títol gratuït; 9 tenien dues cambres, 39 en tenien tres, 95 en tenien quatre i 234 en tenien cinc o més. 318 habitatges disposaven pel capbaix d'una plaça de pàrquing. A 188 habitatges hi havia un automòbil i a 149 n'hi havia dos o més.

### Piràmide de població
La piràmide de població per edats i sexe el 2009 era:
| Homes | Edats   | Dones |
| ----- | ------- | ----- |
| 0     | 95 o +  | 4     |
| 0     | 90 a 94 | 0     |
| 4     | 85 a 89 | 0     |
| 4     | 80 a 84 | 0     |
| 16    | 75 a 79 | 20    |
| 32    | 70 a 74 | 24    |
| 40    | 65 a 69 | 36    |
| 28    | 60 a 64 | 40    |
| 28    | 55 a 59 | 12    |
| 40    | 50 a 54 | 32    |
| 28    | 45 a 49 | 44    |
| 32    | 40 a 44 | 44    |
| 32    | 35 a 39 | 28    |
| 28    | 30 a 34 | 12    |
| 32    | 25 a 29 | 16    |
| 32    | 20 a 24 | 32    |
| 12    | 15 a 19 | 36    |
| 32    | 10 a 14 | 24    |
| 32    | 5 a 9   | 24    |
| 16    | 0 a 4   | 24    |

## Economia
El 2007 la població en edat de treballar era de 591 persones, 385 eren actives i 206 eren inactives. De les 385 persones actives 344 estaven ocupades (189 homes i 155 dones) i 41 estaven aturades (14 homes i 27 dones). De les 206 persones inactives 85 estaven jubilades, 65 estaven estudiant i 56 estaven classificades com a «altres inactius».

### Ingressos
El 2009 a Saint-Michel-sur-Ternoise hi havia 379 unitats fiscals que integraven 952,5 persones, la mediana anual d'ingressos fiscals per persona era de 17.793 €.

### Activitats econòmiques
Dels 30 establiments que hi havia el 2007, 1 era d'una empresa extractiva, 2 d'empreses de fabricació d'altres productes industrials, 1 d'una empresa de construcció, 13 d'empreses de comerç i reparació d'automòbils, 1 d'una empresa de transport, 1 d'una empresa d'hostatgeria i restauració, 1 d'una empresa financera, 2 d'empreses immobiliàries, 5 d'empreses de serveis, 2 d'entitats de l'administració pública i 1 d'una empresa classificada com a «altres activitats de serveis».
Dels 8 establiments de servei als particulars que hi havia el 2009, 4 eren tallers de reparació d'automòbils i de material agrícola, 1 taller d'inspecció tècnica de vehicles, 1 lampisteria, 1 perruqueria i 1 restaurant.
Dels 4 establiments comercials que hi havia el 2009, 1 era un hipermercat, 1 una botiga de més de 120 m² i 2 floristeries.
L'any 2000 a Saint-Michel-sur-Ternoise hi havia 3 explotacions agrícoles que ocupaven un total de 159 hectàrees.

## Equipaments sanitaris i escolars
L'únic equipament sanitari que hi havia el 2009 era una ambulància.
El 2009 hi havia una escola elemental.

## Poblacions més properes
El següent diagrama mostra les poblacions més properes.